# Trifolium sect. Mistyllus
Trifolium sect. Mistyllus ist eine Sektion in der Gattung Klee (Trifolium). Sie enthält neun Arten aus Europa und Afrika. Durch die für Klee einmalige Struktur des symmetrischen, blasenförmigen Kelches und der bleibenden Krone ist sie klar von den anderen Sektionen der Gattung unterschieden.

## Beschreibung
Arten der Sektion Mistyllus sind einjährige unbehaarte krautige Pflanzen. Die Blütenstände sind nur scheinbar endständig und stehen in Horsten. Die Einzelblüten sind sitzend oder fast sitzend.
Tragblätter sind vorhanden. Sie sind vielnervig und groß. Der Kelch ist 20- oder mehr-nervig. Er erweitert sich mehr oder weniger blasenförmig während der Fruchtreife. Die Kelchröhre ist nicht geschlossen. Die einzelnen Kronblätter der Schmetterlingsblüte  sind fast gleich gestaltet. Sie sind genagelt und bleiben getrocknet nach der Fruchtreife erhalten. Die Hülsenfrüchte sind sitzend, zwei- bis viersamig und lang geschnäbelt. Sie sind vom Kelch vollständig eingeschlossen.

## Verbreitung
Sechs Kleearten der Sektion Mistyllus finden sich im Mittelmeerraum, drei im alpinen Afrika.

## Systematik
Die Typusart der Sektion ist Trifolium spumosum. Die Sektion ist von allen anderen Sektionen der Gattung klar unterschieden. Nur zur Untersektion Physosemium der Sektion Involucrarium besteht eine gewisse Ähnlichkeit. Die deutlichen Tragblätter und vielsamigen Hülsen legen aber auch eine gewisse Nähe zur Sektion Lotoidea nah. Die Sektion gilt als eine der evolutionär primitivsten der Gattung. Wahrscheinlich ist sie in Afrika entstanden.
Die Arten der Sektion Mistyllus und ihre Zuordnung nach Michael Zohary und David Heller sind:
- Trifolium aintabense Boiss. et Hausskn.
- Trifolium argutum Sol.
- Trifolium lugardii Bullock
- Trifolium mutabile Portenschl.
- Schaum-Klee (Trifolium spumosum L.)
- Trifolium steudneri Schweinf.
- Blasenfrüchtiger Klee (Trifolium vesiculosum Savi)
- Trifolium quartinianum A.Rich.